# Akibumia orientalis
Akibumia orientalis is een slakkensoort uit de familie van de Laubierinidae. De wetenschappelijke naam van de soort is voor het eerst geldig gepubliceerd in 1909 door Schepman.